# 何棐
何棐（1464年—1541年），字輔之，直隸揚州府泰興縣人，明朝政治人物。

## 生平
弘治十四年（1501年）辛酉科應天府鄉試第二十一名舉人。弘治十五年（1502年）聯捷壬戌科會試第十名，三甲第九十三名進士。任福建浦城知縣，正德元年（1506年）十二月选授南京陝西道監察御史，六年巡按湖廣，九年二月升廣西按察司副使，录四川平贼功，四月升南京太僕寺少卿，十年七月被論去職。嘉靖五年（1526年）四月補江西按察司副使、九江兵备。

## 家族
曾祖何濟，旌表義民；祖父何顒；父何岱，兵馬指揮。母許氏；繼母陳氏。慈侍下。兄何槩；何椲（應天府推官）；弟何棠，正德六年進士。